# 安德烈亚斯·雅各布松
安德烈亚斯·雅各布松（瑞典語：Andreas Jakobsson，1972年10月6日—），瑞典男子足球运动员，司职后卫。他曾代表瑞典国家队参加2002年国际足联世界杯和2004年欧洲足球锦标赛。